# Aethalura fumata
Aethalura fumata là một loài bướm đêm trong họ Geometridae.